# Weltcup der Nordischen Kombination 2003/04
Die Weltcupsaison 2003/04 der Nordischen Kombination begann am 29. November 2003 im finnischen Kuusamo und endete am 6. März 2004 im ebenfalls finnischen Lahti. Die Saison sollte in 21 Einzelwettbewerben und einem Teamwettbewerb entschieden werden, jedoch mussten zwei Wettkämpfe abgesagt werden.
Zu Beginn der Saison konnte der Deutsche Ronny Ackermann fünf der ersten sechs Rennen gewinnen. Danach kam der Finne Hannu Manninen jedoch immer besser in Form und konnte letztlich den Gesamt- und Sprintweltcup für sich entscheiden. Dabei feierte er wie Ackermann sieben Saisonsiege. Den dritten Platz konnte sich Samppa Lajunen sichern, der Ackermann im Sprintweltcup sogar noch hinter sich ließ.
Seinen ersten Weltcup konnte der Norweger Magnus Moan in Reit im Winkl gewinnen und holte damit den ersten Weltcuperfolg für Norwegen seit knapp drei Jahren. Für Todd Lodwick war es dagegen der letzte Sieg seiner Karriere. Eine Überraschung gelang dem Japaner Daito Takahashi in Lahti. So konnte er im Sprintrennen seinen ersten Weltcupsieg feiern und gewann zudem auch das Einzelrennen am darauffolgenden Tag. Den einzigen Teamwettbewerb gewann erneut die Staffel aus Finnland.
Hannu Manninen nahm mit 130.650 CHF am meisten Preisgeld ein.

## Ergebnisse und Wertungen

### Weltcup-Übersicht
| Datum                 | Austragungsort | Disziplin          | Sieger                                              | Zweiter                                                      | Dritter                                                    |
| --------------------- | -------------- | ------------------ | --------------------------------------------------- | ------------------------------------------------------------ | ---------------------------------------------------------- |
| 29.11.2003            | Kuusamo        | Einzel K120/15km   | Ronny Ackermann                                     | Hannu Manninen                                               | Samppa Lajunen                                             |
| 30.11.2003            | Kuusamo        | Sprint K120/7,5km  | Ronny Ackermann                                     | Sebastian Haseney                                            | Hannu Manninen                                             |
| 06.12.2003            | Trondheim      | Sprint K120/7,5km  | Ronny Ackermann                                     | Hannu Manninen                                               | Petter Tande                                               |
| 07.12.2003            | Trondheim      | Sprint K120/7,5km  | Wettkampf abgesagt                                  | Wettkampf abgesagt                                           | Wettkampf abgesagt                                         |
| 12.12.2003            | Val di Fiemme  | Einzel K95/15km    | Ronny Ackermann                                     | Sebastian Haseney                                            | Felix Gottwald                                             |
| 13.12.2003            | Val di Fiemme  | Massen 10km/K95    | Hannu Manninen                                      | Felix Gottwald                                               | Michael Gruber                                             |
| Warsteiner Grand Prix |                |                    |                                                     |                                                              |                                                            |
| 30.12.2003            | Oberhof        | Einzel K120/15km   | Ronny Ackermann                                     | Felix Gottwald                                               | Todd Lodwick                                               |
| 02.01.2004            | Reit im Winkl  | Sprint K90/7,5km   | Magnus Moan                                         | Samppa Lajunen                                               | Todd Lodwick                                               |
| 04.01.2004            | Schonach       | Einzel K90/15km    | Todd Lodwick                                        | Ronny Ackermann                                              | Hannu Manninen                                             |
| Gesamtwertung         | Gesamtwertung  | Gesamtwertung      | Todd Lodwick                                        | Ronny Ackermann                                              | Samppa Lajunen                                             |
| 10.01.2004            | Seefeld        | Sprint K90/7,5km * | Hannu Manninen                                      | Samppa Lajunen                                               | Georg Hettich                                              |
| 11.01.2004            | Seefeld        | Einzel K90/15km    | Hannu Manninen                                      | Felix Gottwald                                               | Sebastian Haseney                                          |
| 23.01.2004            | Nayoro         | Einzel K90/15km    | Samppa Lajunen                                      | Sebastian Haseney                                            | Hannu Manninen                                             |
| 25.01.2004            | Sapporo        | Massen 10km/K120   | Hannu Manninen                                      | Samppa Lajunen                                               | Christoph Bieler                                           |
| 27.01.2004            | Sapporo        | Sprint K120/7,5km  | Hannu Manninen                                      | Petter Tande                                                 | Christoph Bieler                                           |
| 14.02.2004            | Oberstdorf     | Team K120/3x5km    | FinnlandSamppa Lajunen Jaakko Tallus Hannu Manninen | Deutschland ISebastian Haseney Georg Hettich Ronny Ackermann | Österreich IFelix Gottwald Michael Gruber Christoph Bieler |
| 15.02.2004            | Oberstdorf     | Sprint K120/7,5km  | Hannu Manninen                                      | Daito Takahashi                                              | Todd Lodwick                                               |
| 21.02.2004            | Liberec        | Sprint K120/7,5km  | Wettkampf abgesagt                                  | Wettkampf abgesagt                                           | Wettkampf abgesagt                                         |
| 22.02.2004            | Liberec        | Einzel K120/15km   | Ronny Ackermann                                     | Hannu Manninen                                               | Samppa Lajunen                                             |
| 28.02.2004            | Oslo           | Sprint K115/7,5km  | Hannu Manninen                                      | Samppa Lajunen                                               | Ronny Ackermann                                            |
| 29.02.2004            | Oslo           | Einzel K115/15km   | Ronny Ackermann                                     | Samppa Lajunen                                               | Mario Stecher                                              |
| 05.03.2004            | Lahti          | Sprint K116/7,5km  | Daito Takahashi                                     | Felix Gottwald                                               | Hannu Manninen                                             |
| 06.03.2004            | Lahti          | Einzel K116/15km   | Daito Takahashi                                     | Felix Gottwald                                               | Samppa Lajunen                                             |

*= Ersatzaustragungsort für Bischofshofen

### Wertungen
| Rang | Name              | Punkte |
| ---- | ----------------- | ------ |
| 01.  | Hannu Manninen    | 1392   |
| 02.  | Ronny Ackermann   | 1143   |
| 03.  | Samppa Lajunen    | 1058   |
| 04.  | Felix Gottwald    | 0818   |
| 05.  | Daito Takahashi   | 0817   |
| 06.  | Sebastian Haseney | 0744   |
| 07.  | Todd Lodwick      | 0705   |
| 08.  | Magnus Moan       | 0552   |
| 09.  | Christoph Bieler  | 0549   |
| 10.  | Petter Tande      | 0543   |
| 11.  | Ludovic Roux      | 0410   |
| 12.  | Michael Gruber    | 0383   |
| 13.  | Mario Stecher     | 0370   |
| 14.  | Georg Hettich     | 0339   |
| 15.  | Jaakko Tallus     | 0320   |
| 16.  | Jouni Kaitainen   | 0294   |
| 17.  | Jens Gaiser       | 0288   |
| 18.  | Jan Schmid        | 0253   |
| 19.  | Andreas Hurschler | 0246   |
| 20.  | Johnny Spillane   | 0217   |

| Rang | Name              | Punkte |
| ---- | ----------------- | ------ |
| 21.  | Håvard Klemetsen  | 0193   |
| 22.  | Ladislav Rygl     | 0192   |
| 23.  | Thorsten Schmitt  | 0183   |
| 24.  | Takashi Kitamura  | 0161   |
| 25.  | Pavel Churavý     | 0145   |
| 26.  | Ivan Rieder       | 0138   |
| 27.  | Jan Rune Grave    | 0136   |
| 28.  | David Kreiner     | 0133   |
| 29.  | Tino Edelmann     | 0129   |
| 30.  | Ronny Heer        | 0126   |
| 31.  | Andy Hartmann     | 0125   |
| 32.  | Espen Rian        | 0116   |
| 33.  | Kevin Arnould     | 0112   |
| 34.  | Ola Morten Græsli | 0111   |
| 35.  | Kristian Hammer   | 0108   |
| 36.  | Jochen Strobl     | 0103   |
| 37.  | Mathieu Martinez  | 0099   |
| 38.  | Wilhelm Denifl    | 0090   |
| 39.  | Björn Kircheisen  | 0089   |
| 40.  | Marc Frey         | 0085   |

| Rang | Name                | Punkte |
| ---- | ------------------- | ------ |
| 41.  | Tomáš Slavík        | 0082   |
| 42.  | Matthias Menz       | 0079   |
| 43.  | Sverre Rotevatn     | 0065   |
| 44.  | Antti Kuisma        | 0064   |
| 45.  | Christian Beetz     | 0059   |
| 46.  | Lucas Vonlanthen    | 0058   |
| 47.  | Stephan Münchmeyer  | 0057   |
| 48.  | Gen Tomii           | 0056   |
| 49.  | Nicolas Bal         | 0055   |
| 50.  | Carl Van Loan       | 0053   |
| 51.  | Anssi Koivuranta    | 0029   |
| 52.  | Matthias Mehringer  | 0028   |
| 53.  | Michal Pšenko       | 0022   |
| 54.  | Jason Lamy Chappuis | 0016   |
| 55.  | Marcel Höhlig       | 0015   |
| 56.  | Kenneth Braaten     | 0014   |
| 57.  | Tambet Pikkor       | 0009   |
| 58.  | Jason Myslicki      | 0004   |
|      | Alexei Barannikow   | 0004   |
| 60.  | Dejan Plevnik       | 0001   |

| Endstand nach 20 Wettbewerben |                    |        |
| \| Rang \| Name \| Punkte \| \| ---- \| ------------------ \| ------ \| \| 01. \| Finnland \| 3272 \| \| 02. \| Deutschland \| 2836 \| \| 03. \| Österreich \| 2292 \| \| 04. \| Norwegen \| 1711 \| \| 05. \| Japan \| 0937 \| \| 06. \| Vereinigte Staaten \| 0935 \| \| 07. \| Schweiz \| 0814 \| \| 08. \| Frankreich \| 0643 \| \| 09. \| Tschechien \| 0299 \| \| 10. \| Italien \| 0051 \| \| 11. \| Estland \| 0005 \| \| 12. \| Russland \| 0004 \| \| \| Kanada \| 0004 \| \| 14. \| Slowakei \| 0003 \| |                    |        |
| Rang | Name               | Punkte |
| 01. | Finnland           | 3272   |
| 02. | Deutschland        | 2836   |
| 03. | Österreich         | 2292   |
| 04. | Norwegen           | 1711   |
| 05. | Japan              | 0937   |
| 06. | Vereinigte Staaten | 0935   |
| 07. | Schweiz            | 0814   |
| 08. | Frankreich         | 0643   |
| 09. | Tschechien         | 0299   |
| 10. | Italien            | 0051   |
| 11. | Estland            | 0005   |
| 12. | Russland           | 0004   |
| | Kanada             | 0004   |
| 14. | Slowakei           | 0003   |